# Tympanogaster punctata
Tympanogaster punctata är en skalbaggsart som beskrevs av Perkins 2006. Tympanogaster punctata ingår i släktet Tympanogaster och familjen vattenbrynsbaggar. Inga underarter finns listade i Catalogue of Life.